# Isotropis canescens
Isotropis canescens är en ärtväxtart som beskrevs av Ferdinand von Mueller. Isotropis canescens ingår i släktet Isotropis och familjen ärtväxter. Inga underarter finns listade i Catalogue of Life.